# Radom
Radom este un municipiu în Polonia. Cu o populație de 199.904 (2021), este al paisprezecelea oraș ca mărime din Polonia. În ciuda faptului că fac parte din punct de vedere administrativ din Voievodatul Mazowieckie, Radom și regiunea sa fac parte integrantă din Małopolska în termeni de istorie, cultură și etnografie. La Radom are loc spectacolul aerian internațional „Radom Air Show”. 
În a doua jumătate a secolului al X-lea, aici a fost construită o așezare fortificată. În anii 1360-1370, regele polonez Cazimir al III-lea al Poloniei a întemeiat zidurile orașului, castelul regal, primăria și biserica parohială Sfântul Ioan Botezătorul. Acesta era orașul regal. Aici au avut loc numeroase întâlniri, importante pentru întreaga Polonie și țări cu care Polonia a menținut contacte diplomatice. În 1613, Radom a devenit sediul Tribunalului Fiscal al Coroanei. În secolul al XX-lea, Radom era un important centru industrial și educațional. În 1976 au avut loc greve împotriva politicii autorităților socialiste (creșteri drastice ale prețurilor la alimente). Acest eveniment, cunoscut sub numele de „Radom Iunie” (1976), a fost pacificat de unitățile de unitățile Miliției cetățenești (ZOMO). Universitatea de Tehnologie Radom Casimir Pulaski a fost redenumit în 2012 Universitatea de Tehnologie și Științe Umaniste Cazimir Pulaski în Radom (în poloneză Uniwersytet Technologiczno-Humanistyczny im. Kazimierza Pułaskiego w Radomiu). Pe 27 aprilie 2023 a fost deschis noul aeroport Varșovia-Radom (în poloneză Port lotniczy Warszawa-Radom).
În prezent, orașul are legături rutiere convenabile cu Varșovia, Lublin, Sandomierz, Rzeszów, Kielce, Cracovia și Piotrków Trybunalski. Accesul cu trenul este posibil la Varșovia și Gdynia, Puławy și Lublin, Kielce și Cracovia, Drzewica, Tomaszów Mazowiecki și Łódź și mai la vest până la Poznań și Szczecin. Radom are o lungă tradiție în aviație. În prezent, aici funcționează un nou aeroport internațional, Varșovia-Radom.

## Personalități născute aici
- Jacek Malczewski (1854 - 1929), pictor;
- Leszek Kołakowski (1927 - 2009), filozof;
- Iga Cembrzyńska (n. 1939), actriță, cântăreață;
- Dariusz Rosati (n. 1946), om politic.